# Economia de Burquina Fasso
O Burquina Fasso é um dos países mais pobres do mundo, com alta densidade demográfica e uma renda per capita inferior a US$ 300. Mais de 80% da população do país depende da agricultura de subsistência, altamente vulnerável à escassez de chuvas.
Burquina Fasso possui o terceiro pior Índice de Desenvolvimento Humano(IDH) do mundo.
As indústrias virtualmente são inexistentes.